# Islotes Elefante

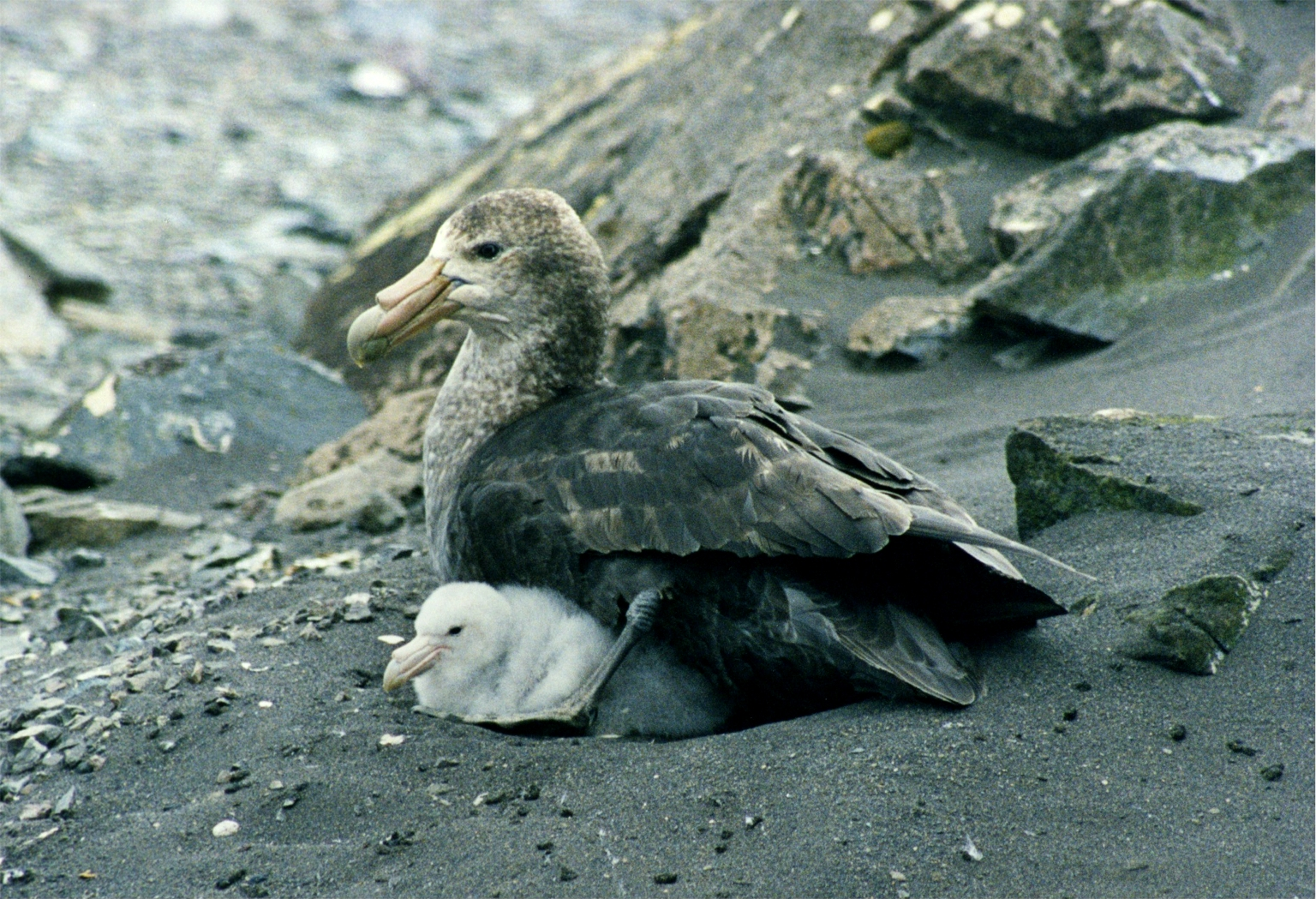
El grupo de islas es el sitio de reproducción más importante en el mundo para el petrel gigante antártico.

Los islotes Elefante (en inglés: Elephant Cays) (52°08′30″S 59°50′30″O / -52.14167, -59.84167) son un grupo de pequeñas islas situadas hacia el extremo sur del estrecho de San Carlos, justo al noroeste de la isla Águila y al suroeste de la isla Soledad, en las Islas Malvinas.
El grupo, con una superficie de 248 hectáreas incluye las islas Golden Knob, Cayo Arenoso, Oeste, Suroeste y Stinker. Fue identificado por BirdLife International como un Área Importante para las Aves.
El extremo oeste del más occidental de estos islotes es uno de los puntos que determinan las líneas de base de la República Argentina, a partir de las cuales se miden los espacios marítimos que rodean al archipiélago.

## Descripción
Las islas tienen una buena cobertura de Poa flabellata y no son conocidas. Algunas pueden haber sido ocasionalmente provistas con el ganado en los años 1930 y 1940, y la isla Stinker fue pastoreada hasta 1985.

### Aves
Las aves para que el sitio sea considerado de importancia para la conservación incluyen los pingüinos de Magallanes y caracaras estirados. El grupo de islas es también el sitio de reproducción más importante en el mundo para el petrel gigante antártico, de los cuales hay cerca de 11.000 pares. También hay dos pequeñas colonias de cormoranes imperiales.